# Черчи, Алессио
Але́ссио Че́рчи (итал. Alessio Cerci; 23 июля 1987, Веллетри) — итальянский футболист, полузащитник и нападающий клуба «Анкарагюджю».

## Карьера
Алессио Черчи — воспитанник клуба «Рома». 21 марта 2005 года Черчи подписал свой первый профессиональный контракт с клубом на общую сумму 354 тыс. евро за 4-летний договор. В том же году он дебютировал в составе «джаллоросси» в возрасте 16 лет в матче против «Сампдории».
В 2006 году Черчи на правах аренды был передан клубу «Брешиа», за которую провёл 21 матч. В сезоне 2007/08 Черчи играл за «Пизу» справа в полузащите. 9 сентября 2007 года Черчи забил свой первый в профессиональном футболе гол, поразив ворота «Чезены» и принеся победу своей команде. Всего за «Пизу» Черчи забил 10 голов, включая два дубля — против «Модены» и во второй игре с «Чезеной». В феврале 2008 года Черчи получил травму колена, из-за которой не играл 2,5 месяца. Он возвратился на поле в апреле, однако уже во второй игре, с «Лечче», вновь травмировался. 23 апреля Черчи была сделана операция на мениске и крестообразных связках, которые он также повредил в матче.
Летом 2008 года Черчи был отдан в аренду в клуб «Аталанта», заплатившего 250 тыс. евро. Одновременно с этим был подписан договор, по которому «Аталанта» могла выкупить контракт игрока за 2,75 млн евро, однако «Рома» могла оставить игрока у себя в составе (в этом случае «Аталанта» бы владела только контрактом футболиста), заплатив «Аталанте» 650 тыс. евро. Черчи провёл за «Аталанту» только 17 игр, пропустив большую часть сезона из-за травм.
После этого он вернулся в «Рому», где 27 августа 2009 года забил гол в матче Лиги Европы с «Кошице». 17 декабря в матче Лиги Европы с софийским ЦСКА отметился дублем и помог выиграть «Роме» со счётом 3:0.
26 августа 2010 года Черчи перешёл в «Фиорентину». Дебютировал 29 августа в матче против «Наполи» (1:1). Свой первый гол в Серии А Черчи забил 7 ноября 2010 года в матче против «Кьево», закончившимся победой «Фиорентины» 1:0. Закончил сезон с 7 голами в 26 играх в Серии А и одним голом в «Кубке Италии».
23 августа 2012 года подписал контракт с «Торино». Летом 2014 года перешёл в «Атлетико Мадрид», но недовольный своим положением в клубе и отсутствием игровой практики уже зимой 2015 года вернулся в Серию А в «Милан», в обмен на Фернандо Торреса.
5 января 2015 года Алессио перешёл в «Милан» на правах аренды, соглашение рассчитано до 30 июня 2016 года. Дебютировал 6 января в домашнем матче против «Сассуоло» (1:2), выйдя на замену на 65-й минуте матча.
10 июля 2017 года игрок вернулся в Италию. 29-летний футболист, права на которого принадлежали «Атлетико Мадрид», прошёл медицинское обследование и подписал контракт с «Вероной». «Вероне» Алессио Черчи достался бесплатно. Контракт с нападающим подписан до лета 2018 года.